# Wilhelm Eichberger
Wilhelm Eichberger (20. Februar 1830 in Kassel – 30. August 1904 in Oberloschwitz) war ein deutscher Opernsänger (Bass), Opernregisseur und Gesangspädagoge.

## Leben
Eichberger, der Sohn des Opernsängers Josef Eichberger senior, sollte ursprünglich, da er gut im Zeichnen und Mathematik war, Architekt werden. Während seines Studiums nahm er zusätzlich Unterricht an mehreren Instrumenten, da er sich zum Kapellmeister ausbilden lassen wollte.
Seinem Vater fiel jedoch seine Stimme auf, und so unterrichtete er ihn selber. Nach erfolgreicher Ausbildung wurde Eichberger am 1. November 1849 Mitglied des Chors des Stadttheaters in Königsberg. Durch den mangelnden Erfolg des eigentlich engagierten Bassisten wurde ihm die Partie des „Cardinal“ in der Jüdin versuchsweise übertragen. Mit diesem Auftritt hatte er am 19. Juli 1850 solchen Erfolg, dass man ihm fortan die Vertretung des ersten Bassfaches überantwortete (während man gleichzeitig den anderen Sänger entließ). In Königsberg betrug seine Gage 20 Thaler monatlich und 15 Silbergroschen Spielhonorar zu Anfang, später 30 Thaler Gage und 2 Thaler Spielhonorar.
Aufsehen erregte er 1851 während eines Gastspiels der Königsberger Oper am Friedrich Wilhelmstädtischen Theater in Berlin, am königlichen Opernhaus Berlin und in Potsdam. Von 1851 bis 1853 war er am Stadttheater Danzig, von 1853 bis 1858 am Stadttheater Wiesbaden.
1858 ging er nach Dresden und debütierte dort am 1. April des genannten Jahres (Antrittsrollen: „Plumkett“, „Lord Koolburn“) und blieb dort bis zu seinem Abschied am 1. September 1898 als „Bartolo“ im Barbier von Sevilla. Von 1874 bis 1880 war er zudem provisorisch Opernregisseur. Außerdem leitete er die Opernschule des königlichen Konservatoriums und gab auch als Privatlehrer Gesangsunterricht. In Dresden war er Mitglied der Freimaurerloge Zum goldenen Apfel.
Bei der Eröffnung des neuen Hoftheaters Dresden verlieh ihm König Albert das Ritterkreuz 1. Klasse des Albrechts-Ordens.
Seine Geschwister waren die Opernsänger Josef Eichberger junior und Livia Eichberger (1837–1931), die mit dem Theaterschauspieler Cäsar Galster verheiratet war. Sein Sohn Max Eichberger war ebenfalls Opernsänger.